# 民裁判所制
民裁判所制度（みんさいばんしょせい、Ryukyuan Court Systems）とは、琉球民裁判所の組織・権能・運営等について、米国軍政本部が制定した特別布告。

## 概要
復帰前の沖縄における裁判所の組織・運営を規定した布告で、上級審として「琉球上訴裁判所」を、下級審として「巡回裁判所」「治安裁判所」を規定した。他に弁護士の資格についても規定している。
立法院によって制定された裁判所法（1967年立法第125号）が施行されるまで、司法権に関する基本法として機能した。